# アムリショ・ファン・アクセル・ドンヘン
アムリショ・ジャヴァイロー・デショーンティーノ・ファン・アクセル・ドンヘン（Amourrichio Jahvairo Déshauntino van Axel Dongen、2004年9月29日 - ）は、オランダ・アルメレ出身のサッカー選手。アヤックス・アムステルダム所属。ポジションはFW。

## クラブ経歴
2013年からアヤックス・アムステルダムの下部組織でプレーし、2021年にはユース最高の才能に贈られるアブデルハク・ヌーリ賞を受賞した。
2020-21シーズンの12月21日、KNVBカップのBVVバレントレヒト戦でトップチームデビューを果たすと、1ヶ月後のFCユトレヒト戦ではエールディヴィジでのプレーも経験した。